# Giudizio abbreviato
Il giudizio abbreviato è un procedimento penale speciale riconosciuto in vari ordinamenti del mondo, il cui scopo appare essenzialmente quello di rendere più celeri i tempi processuali. Il rito, che si può concludere con una sentenza di assoluzione o di condanna, vede in quest'ultimo caso l'applicazione di uno sconto di pena, in virtù della premialità del rito. Alcuni ordinamenti escludono espressamente il ricorso al giudizio abbreviato (ad esempio la Turchia).
Il sistema giudiziario italiano disciplina il rito negli articoli 438 e seguenti del codice di procedura penale, prevedendo l'omissione del dibattimento: il giudice decide esclusivamente sulla base degli atti contenuti nel fascicolo del pubblico ministero, eventualmente contenente anche gli atti compiuti dal difensore nell'esercizio di investigazioni difensive, e salva, in ogni caso, la possibilità per l'imputato di chiedere e ottenere un'integrazione probatoria (giudizio abbreviato condizionato). Si instaura solo su espressa richiesta dell'imputato, personalmente o per mezzo del difensore munito di procura speciale.
In caso di condanna, la pena è ridotta di un terzo (per i delitti) e della metà per le contravvenzioni.
Il legislatore con legge n. 33 del 12/04/2019 ha attuato una riforma del rito abbreviato, escludendo il giudizio abbreviato per i delitti puniti con la pena dell'ergastolo; ratio della novella è quella di eliminare la possibilità per tali casi di beneficiare della funzione premiale del giudizio abbreviato e assicurare una risposta sanzionatoria particolarmente severa per i delitti di particolare pericolosità sociale.
Precedentemente, in caso di ergastolo senza isolamento diurno, si applicava la riduzione ad anni trenta di reclusione.

## Canada
L'accesso al giudizio abbreviato, consentito nel sistema canadese, ha subìto un ampliamento dagli anni '80. Con l'eccezione del Québec, che ha un meccanismo di rito abbreviato peculiare che funge quasi da filtro, come nel caso dell'udienza preliminare italiana, tutte le province hanno un procedimento di rito abbreviato nelle loro rispettive norme applicative di procedura civile. L'Ontario, dopo un dibattito nato sui casi in cui si poteva accedere al rito, ha riformato la normativa nel 2010, estendendo i limiti dell'esercizio di tale giudizio nel primo e nel secondo grado, dopo l'introduzione di misure simili in Alberta e Columbia Britannica. Nel 2014, la Corte suprema del Canada ha incoraggiato un maggiore uso della procedura da parte dei tribunali con la sentenza Hryniak v. Mauldin.
Nel caso di specie, la Corte Suprema del Canada ha annunciato un cambiamento culturale, a favore di un maggiore ricorso al giudizio abbreviato per giudicare le controversie, sovvertendo il precedente è più restrittivo orientamento giurisprudenziale. Questo cambiamento è stato sollecitato dal desiderio di sollecitare l'accesso alla giustizia civile per i cittadini, interpretando le regole del rito abbreviato in modo ampio, "favorendo la proporzionalità e l'accesso equo ad un giudizio funzionale e tempestivo".
Tuttavia, dopo la decisione del caso di Hyniak, una serie di decisioni giudiziarie ha cercato di limitare il suo impiego in vari ambiti, cercando dunque di restringerne il campo d'azione. Nella controversia Butter v. Chown, Cairns LLP, la Corte d'Appello dell'Ontario, appartenenti a questa nuova linea giurisprudenziale restrittiva, hanno affermato: "L'aumento del ricorso al giudizio abbreviato innescato dalla sentenza Hryniak [...] non esula i giudici dal verificare la presenza dei presupposti necessari all'accesso a siffatto rito, ragion per cui, la parte che vi adisce, è tenuta ad indicare tassativamente i motivi per cui ne chiede l'applicazione".

## Cina
Il giudizio abbreviato è ammesso in Cina e il meccanismo si esaurisce nel giro di tre mesi. Per il ricorso in appello il termine è di tre mesi dall'emissione della sentenza, un termine prorogabile con l'approvazione del presidente del tribunale.

## Francia
In Francia il giudizio abbreviato (in francese référé) è accessibile in sede civile e amministrativa.

## Germania
Non esiste una disposizione specifica nell'ordinamento tedesco relativo al giudizio abbreviato, anche se un giudice può respingere una causa chiaramente infondata nel merito dopo un'udienza e senza ricevere prove nel verbale.

## Inghilterra e Galles
In Inghilterra e Galles, la sezione 24 del codice di procedura civile (in inglese Civil Procedure Rules) regola la concessione del rito abbreviato (in inglese summary judgement). Il giudizio abbreviato è disponibile in tutte le cause contro il convenuto e l'attore con le seguenti eccezioni:
- Non si può avere un giudizio abbreviato in un procedimento giudiziale relativo a un'ipoteca o a un soggetto che permane dopo la scadenza naturale del suo contratto di locazione, a patto che la sua permanenza sia tutelata ai sensi del Rent Act 1977 o dell'Housing Act 1988.[13]
- Non si può avere un giudizio abbreviato contro un convenuto nel procedimento di ammiragliato in rem.

## Italia

### Termini
L'imputato può chiedere che si proceda nelle forme del giudizio abbreviato:
- nei procedimenti relativi a reati per i quali è prevista l'udienza preliminare, fino a che non siano formulate le conclusioni (art. 438, co. 2, c.p.p.), ossia, al più tardi, nel momento in cui il difensore formula le proprie conclusioni definitive (quindi anche dopo la formulazione delle conclusioni da parte del pubblico ministero, Cass. pen., SS.UU., sent. n. 20204/2014);
- nei procedimenti relativi a reati per i quali è prevista la citazione diretta a giudizio, prima della dichiarazione di apertura del dibattimento.

Ovviamente, nel primo caso il giudizio abbreviato è disposto dal Giudice dell'udienza preliminare, nel secondo dal giudice del dibattimento.
Il giudizio abbreviato può essere chiesto contestualmente all'opposizione al decreto penale di condanna presentata al giudice per le indagini preliminari.
Qualora sia stato instaurato giudizio immediato, la richiesta di giudizio abbreviato deve essere presentata entro 15 giorni dalla notificazione del decreto che dispone il giudizio immediato.
Qualora si stia procedendo nelle forme del giudizio direttissimo, il giudizio abbreviato può essere chiesto subito dopo l'udienza di convalida o, se questa non si tiene, entro la dichiarazione di apertura del dibattimento.

### Disciplina
Esistono due specie di giudizio abbreviato: quello semplice, in cui il Giudice decide tendenzialmente allo stato degli atti, e quello condizionato a un'integrazione probatoria, finalizzata ad assumere una prova necessaria per poter decidere. Se il giudice ritiene di non poter decidere allo stato degli atti, assume, anche d'ufficio, gli elementi necessari ai fini della decisione (art. 441 § V codice procedura penale).
La richiesta di giudizio abbreviato può essere proposta solo dall'imputato, personalmente o per mezzo di procuratore speciale, oralmente o per iscritto, nel corso dell'udienza preliminare fino a che non siano state formulate le conclusioni del P.M. e dei difensori (art. 421 c.p.p.). Il giudizio viene disposto dal giudice con ordinanza (non è più richiesto il consenso del P.M.). Se l'imputato subordina la richiesta di giudizio abbreviato a una integrazione probatoria, il giudice dispone il giudizio abbreviato se l'integrazione probatoria risulta necessaria ai fini della decisione e compatibile con le finalità di economia processuale proprie del procedimento. In questo caso, il P.M. può chiedere l'ammissione di prova contraria.
In caso di rigetto della richiesta, l'imputato può rinnovarla fino a che non siano formulate le conclusioni e, in seguito a una sentenza della Corte Costituzionale del 2003, anche nella fase dibattimentale prima che venga dichiarato aperto il dibattimento.
Il giudizio abbreviato si svolge in camera di consiglio, a meno che tutti gli imputati facciano richiesta che il giudizio si svolga in pubblica udienza. Si osservano le disposizioni previste per l'udienza preliminare; non trova però attuazione la norma che consente al giudice di assumere, anche d'ufficio, prove decisive per l'emanazione della sentenza di non luogo a procedere. Inoltre, durante il giudizio abbreviato è ammessa la modifica dell'imputazione solo se ha avuto luogo l'integrazione probatoria. Se, in seguito all'integrazione probatoria, il P.M. contesta la modifica dell'imputazione, l'imputato può chiedere che si proceda con il rito ordinario: in questo caso il giudice revoca l'ordinanza con cui aveva disposto il giudizio abbreviato (che non può più essere riproposto) e fissa l'udienza preliminare o la sua eventuale prosecuzione. Se si procede con le forme del giudizio abbreviato, l'imputato può chiedere l'ammissione di nuove prove e il P.M. può chiedere l'ammissione di prova contraria.
Terminata la discussione, il giudice pronuncia la sentenza che può essere di proscioglimento o di condanna. Ai fini della decisione il giudice tiene conto degli atti contenuti nel fascicolo del PM e delle eventuali prove assunte nell'udienza prima che venisse richiesto il giudizio abbreviato. In caso di condanna la pena, determinata tenendo conto di tutte le circostanze, è diminuita di un terzo. La parte civile, una volta effettuata la richiesta di rito abbreviato da parte dell'imputato, può accettarla o meno, con in risultato che, nel secondo caso esce dal procedimento, e non si applica l'art. 75 comma 3 c.p.p. (relativo alla sospensione dell'azione in sede civile qualora si sia esercitata l'azione penale). Nell'ipotesi in cui la costituzione di parte civile sia successiva all'ordinanza di ammissione del giudizio si deve ritenere ex lege accettato il rito. Il responsabile civile, invece, in caso di rito abbreviato è estromesso di diritto dal procedimento.
Dal 2019 si preclude la possibilità di adire al giudizio abbreviato in caso di accusa per reati puniti con la pena dell'ergastolo, prima sostituita con la reclusione a 30 anni.

### Appello
Vi sono dei limiti alla possibilità di proporre appello, previsto solo per il condannato e in un solo caso per il P.M.
Prima del 2007 né l'imputato né il P.M. potevano proporre appello contro le sentenze di proscioglimento. In seguito la Corte costituzionale, con sentenza 20-07-2007, n. 320, ha dichiarato l'illegittimità costituzionale dell'art 2 della legge n. 46/06 «nella parte in cui, modificando l'art. 443, c.1, del c.p.p., esclude che il p.m. possa appellare contro le sentenze di proscioglimento emesse a seguito di giudizio abbreviato».
Inoltre, il P.M. non può proporre appello contro le sentenze di condanna, salvo che si tratti di sentenza che modifica il titolo del reato.

### Riforma Orlando
La legge 103/2017 (cosiddetta riforma Orlando) ha posto delle modifiche importanti alla disciplina. Di seguito i punti essenziali:
- L'art. 438 comma 4 c.p.p. stabilisce che, laddove la richiesta di giudizio abbreviato dell'imputato intervenga subito dopo il deposito dei risultati delle indagini difensive, il giudice provvede soltanto a seguito del decorso di uno specifico termine, non superiore a sessanta giorni, eventualmente richiesto dal PM per lo svolgimento di indagini suppletive, limitatamente ai temi introdotti dalla difesa. Si tratta di un sistema volto ad evitare un uso fraudolento del ricorso al giudizio abbreviato: infatti, ricorrere al giudizio abbreviato a seguito di indagini difensive ritenute di efficace valore avrebbe di fatto impedito al PM di dare luogo ad accertamenti ulteriori. In caso di revoca del giudizio abbreviato, si procede con le forme ordinarie o con i riti alternativi nei modi previsti dalla legge.[15][16] Qualora il giudice ritenga di non essere in grado di decidere sulla base degli atti assume, anche d'ufficio, gli elementi necessari ed è consentita la modifica dell'imputazione ex art. 423 c.p.p.;[17]
- Recependo una prassi non unanime della giurisprudenza, il nuovo comma 5-bis dell'art. 438 c.p.p. consente la contestuale possibilità di presentazione, qualora la domanda principale non venga accolta, non solo di una richiesta di giudizio abbreviato semplice, ma anche di patteggiamento. Questa novella supera il passato scenario in cui i due riti alternativi risultavano di fatto incompatibili. Pur ampliando le possibilità di accedere a riti premiali, restano discutibili le ragioni di tale facoltà, considerando che, a differenza del giudizio abbreviato, il patteggiamento può concludersi solo con una sentenza di condanna;[16]
- Il comma 6 bis dell'art. 438 c.p.p., aggiunto con tale riforma, prevede: "la richiesta di giudizio abbreviato proposta nell'udienza preliminare determina la sanatoria delle nullità, sempre che non siano assolute e la non rilevabilità delle inutilizzabilità, salve quelle derivanti dalla violazione di un divieto probatorio". Di fronte a questa disposizione, che sembrerebbe autorizzare esclusioni meramente formali, resta dubbio l'effetto di alcune acquisizioni, come quelle derivanti da intercettazioni;[16][18]
- La seconda parte del comma 6 bis dell'art. 438 c.p.p. sancisce che, adendo al giudizio abbreviato, di rinuncia ad ogni questione sulla competenza del giudice.[18] La nuova disciplina opera dunque un ridimensionano delle prospettive difensive dell'imputato che, per accedere allo sconto di pena, deve rinunciare alla possibilità di mettere in discussione la competenza dell'organo giudicante. Evidentemente, il legislatore si è orientato verso una rinuncia alle garanzie tipiche del procedimento ordinario da parte dell'imputato al prezzo di un trattamento sanzionatorio di favore. Sotto questo aspetto, tuttavia, l'innovazione resta limitata, investendo solo le contravvenzioni rispetto alle quali la riduzione di pena viene elevata da un terzo alla metà;[16]

## Stati Uniti
Nelle corti federali degli Stati Uniti, il giudizio abbreviato (summary judgment) è regolato dall'articolo 55 del codice federale normativo di procedura civile. Nella prassi, a tale giudizio si può adire prima del dibattimento, nei casi in cui vi sia fondato motivo che non sarà necessario alcun processo, magari per via della particolare tenuità del fatto. A livello federale, le modalità di richiesta del rito alternativo nel tribunale distrettuale degli Stati Uniti è regolata dall'articolo 56 sopra indicato. Altre mozioni pre-processuali, come una "mozione per il giudizio sulle memorie" o una "mozione di archiviazione per mancanza di un reclamo su cui si può concedere un proscioglimento", possono essere convertite dal giudice in mozioni di rito abbreviato se le questioni al di fuori delle memorie sono presentate al - e non escluse dal - giudice del tribunale.
Negli USA, giudizio abbreviato trova applicazione solo nel diritto civile. La non possibilità di ricorrervi in sede penale si giustifica per il fatto che l'imputato, ai sensi della costituzione, ha il diritto di partecipare a un processo con giuria.

## Turchia
Il rito abbreviato è espressamente escluso dal diritto turco.